# Mark Reed (fysiker)
Mark Reed, född 4 januari 1955, död 5 maj 2021, var en amerikansk forskare och professor i elektroteknik och tillämpad fysik vid Yale University. Han var också vice direktör (engelska: Associate Director) för institutionen för nanovetenskap och kvantteknik.

## Biografi
Reed studerade fysik vid Syracuse University. Han tog sin kandidatexamen 1977, sin masterexamen 1979 och avlade sedan sin doktorsexamen i fasta tillståndets fysik år 1983. Samma år började han forska på Texas Instruments. Det var under sin tid här som han myntade ordet kvantprick (engelska: quantum dot) i en artikel publicerad 1988 i den vetenskapliga tidskriften Physical Review Letters.
År 1990 började han på Yale och fick då sin professorstitel. Fem år senare blev han ordförande för avdelningen för elektroteknik, en post han satt kvar på till 2001.

## Forskning
Efter artikeln om kvantprickar har Reeds forskning bidragit med mycket i nanovärlden.
I november 1999 publicerade han, tillsammans med James Tour, en artikel i tidskriften Science där de tillkännagav att de lyckats tillverka en switch byggd på en enda molekyl med hjälp av självorganisering.
Reed och hans grupp vid Yale riktar in sin forskning på bland annat nanotrådar och andra strukturer i halvledarmaterial, effekter av att krympa material i en eller två dimensioner, molekylärelektronik och MEMS.
Just nu (2012) håller de på med fyra olika forskningsprojekt:
- Mesoskopisk transport i kvantprickar och orenheter.
- Elektroniska och optiska egenskaper i nanotrådar.
- Transport i molekylstora elektroniksystem.
- Kemiska sensorer och biosensorer.

## Utmärkelser och bedrifter
För sin framstående forskning har Reed fått flera utmärkelser under sin karriär, från att år 1990 tilldelas Fortune Magazines “Most Promising Young Scientist” till att år 2007 tilldelas IEEEs pris “Pioneer Award in Nanotechnology”.
Reed har publicerat över 180 vetenskapliga artiklar, skrivit 6 böcker, innehar 25 patent och har hållit i fler än 350 professionella föredrag. (september 2009)